# Arteria ovarica
De arteria ovarica is de slagader naar de eierstok (ovarium). Er zijn twee arteriae ovaricae, een voor elke eierstok. De arteria ovarica ontstaat uit de aorta abdominalis. Het is de vrouwelijke equivalent van de arteria testicularis.

## Verloop
De arteria ovarica ontstaat net als de arteria testicularis uit de aorta abdominalis, maar is aanzienlijk korter. De arteria ovarica verlaat namelijk niet de buikholte. Bij het bereiken van het bekken, maakt de slagader een bocht naar binnen toe. Het verloopt dan tussen twee ligamenten door, het ligamentum ovariopelvicum en het ligamentum latum uteri. Hierna ontstaan vertakkingen die de eierstok van bloed voorzien.

## Bloedvoorziening
De eierstok wordt door de arteria ovarica van zuurstofrijk bloed voorzien. Kleine vertakkingen lopen naar de urineleider (ureter) en de eileider (tuba uterina). Één vertakking loopt naar de baarmoeder en zorgt samen met de arteria uterina voor de bloedvoorziening. Sommige vertakkingen lopen door het lieskanaal naar de huid van de buitenste schaamlippen en de lies.

## Embryologie
De arteria ovarica en arteria testicularis zijn van oorsprong hetzelfde bloedvat. De testikels en ovaria liggen tijdens de embryologische ontwikkeling onder de nieren en in de buikholte. Wanneer deze organen indalen, de ovaria tot aan het bekken en de zaadballen tot in het scrotum, worden de slagaders geleidelijk aan langer.